# Nikołaj Szwernik
Nikołaj Michajłowicz Szwernik (ros. Никола́й Миха́йлович Шве́рник, ur. 7 maja?/19 maja 1888 w Petersburgu, zm. 24 grudnia 1970 w Moskwie) – radziecki działacz partyjny i państwowy, Bohater Pracy Socjalistycznej (1958).

## Życiorys
Związał się z bolszewikami w 1905 roku. Zaliczał się do nielicznych ocalałych w późniejszych latach terroru wyżej postawionych starych bolszewików. W roku 1924 został jednym z komisarzy ludowych Rosyjskiej FSRR. Rok później wszedł w skład KC jako jego pełnoprawny członek. Józef Stalin znalazł w nim lojalnego wykonawcę swoich poleceń i w tym charakterze Szwernik był m.in. szefem lokalnych organizacji partyjnych na Syberii czy jednym z kierowników procesu industrializacji.
Od lipca 1930 do marca 1944 był przewodniczącym Wszechzwiązkowej Rady Związków Zawodowych (czyli, dokładniej, ich centrali). W okresie II wojny światowej pełnił ponadto funkcję przewodniczącego Rady ds. Ewakuacji, która zajmowała przenoszeniem się na dalekie tyły ważnych dla państwa zakładów przemysłowych.
Po dymisji ciężko chorego Michaiła Kalinina (który zresztą niebawem zmarł) Stalin mianował go przewodniczącym Prezydium Rady Najwyższej ZSRR, czyli formalną głową państwa. Szwernik, jak i jego poprzednik, miał na tym stanowisku praktycznie zerową władzę.
Jako jedyny kandydat w roku 1952 wszedł w skład Prezydium KC (dawnego Politbiura KC KPZR), ale po jego redukcji w 1953 stracił to miejsce. W tym też roku został usunięty ze stanowiska tytularnego prezydenta na rzecz Klimienta Woroszyłowa. Powrócił na dawne stanowisko szefa związków zawodowych. Ponadto w okresie rządów Nikity Chruszczowa w 1956 kierował komisją, która zajmowała się rehabilitacją ofiar stalinowskich represji (Komisja Szwernika).
Szwernik ponownie został członkiem Prezydium KC w roku 1957 i zasiadał tam do przejścia w stan spoczynku w roku 1966.
Odznaczony Medalem Sierp i Młot Bohatera Pracy Socjalistycznej (17 maja 1958) i pięcioma Orderami Lenina (m.in. w 1938, 1946, 1948, 1958).